# Jennifer Simpsonová
Jennifer Simpsonová (nepřechýleně Jennifer Simpson) (* 23. srpna 1986 Webster City, Iowa) je americká atletka, běžkyně, která se specializuje na střední a dlouhé tratě, mistryně světa v běhu na 1500 metrů.

## Sportovní kariéra
První mezinárodní úspěchy získala v krosu (startovala na juniorském mistrovství světa). Na olympiádě v Pekingu v roce 2008 obsadila v běhu na 3000 metrů překážek osmé místo, o rok později na této trati skončila ve finále světového šampionátu pátá. V roce 2011 se stala mistryní světa v běhu na 1500 metrů, o dva roky později vybojovala na světovém šampionátu v Moskvě na této trati stříbrnou medaili.

## Osobní rekordy
- 1500 metrů – 3:57,22 (2014)
- 3000 metrů př. – 9:12,50 (2009)
- 5000 metrů – 14:56,26 (2013)